# Fejér Jenő
Fejér Jenő, születési és 1898-ig használt nevén Weisz Jenő (Zombor, 1871. január 18. – Budapest, 1927. november 12.) zeneszerző, gabonakereskedő.

## Élete
Weisz Zsigmond (1840–1911) gabonakereskedő és Dirnbach Regina gyermekeként született. Már gyermekkorától érdeklődést mutatott a zene iránt, ezért kereskedelmi tanulmányai után elvégezte a konzervatóriumot. A legnagyobb sikert hozó operettjét, a Katalint a legtöbb magyar színházban bemutatták, majd Bécsben is színre került, ahol több mint százszor játszották a Karl Theaterban. A bemutatón a címszerepet Hegyi Aranka játszotta, partnere Küry Klára volt. 1905. december 5-én a Népszínházban mutatták be A kültelki hercegnő című darabját, amelyben Komlóssy Emma, Kovács Mihály és Petráss Sári játszották a főbb szerepeket. Később visszavonult és a Weisz Zsigmond cég társtulajdonosaként dolgozott.
Felesége Karfunkel Sarolta volt, Karfunkel Salamon és Fürster Hermina lánya, akit 1899. május 28-án Budapesten, a Terézvárosban vett nőül polgári szertartáson. Ugyanaznap a Dohány utcai zsinagógában is megesküdtek, ahol jelent volt többek között Rákosi Jenő, Gelléri Mór és Pichler Győző. Fia Fejér István.
A felcsúti családi sírboltban helyezték végső nyugalomra.

## Színművei
- A rózsaleány, operett. Írta: Beöthy László. Zenéjét szerezte: Weisz Jenő. Bemutató: 1893. szeptember 9., Budai Színkör[9]
- A pópa, népszínmű 4 felvonásban. Írta: Zöldi Márton. Zenéjét szerezték: Elbert Imre, Kéry Gyula, Weisz Jenő. Bemutató: 1894. szeptember 1., Városligeti Színkör[10]
- Betyárvilág, operett két felvonásban. Szövegét írta: Márkus József. Zenéjét szerezte: Fejér Jenő. Bemutató: 1899. április 7., Népszínház
- Katalin. Nagyoperett 3 felvonásban, egy változással. Szövegét írta: Béldi Izor. Zenéjét szerezte: Fejér Jenő. Bemutató: 1901. október 4., Népszínház
- A kültelki hercegnő, operett 3 felvonásban. Társszerző: Béldi Izor. Bemutató: 1905. december 5., Népszínház